# Bóng bàn tại Đại hội Thể thao Đông Nam Á 2003
Bóng bàn tại Đại hội thể thao Đông Nam Á 2003 được tổ chức tại Nhà thi đấu Hải Dương, Hà Nội, Việt Nam từ ngày 6 đến 12 tháng 12 năm 2003.

## Huy chương
| Đơn nam    | Trần Tuấn Quỳnh · Việt Nam                                                        | Phakphoom Sanguansin · Thái Lan                                                                                    | Cai Xiao Li · Singapore                                                                                           |  |  |  |
| Đơn nam    | Trần Tuấn Quỳnh · Việt Nam                                                        | Phakphoom Sanguansin · Thái Lan                                                                                    | Zhang Taiyong · Singapore                                                                                         |  |  |  |
| Đôi nam    | Singapore · Zhang Taiyong · Cai Xiaoli                                            | Thái Lan · Phuchong Sanguansin · Phakphoom Sanguansin                                                              | Việt Nam · Nguyễn Nam Hải · Trần Tuấn Quỳnh                                                                       |  |  |  |
| Đôi nam    | Singapore · Zhang Taiyong · Cai Xiaoli                                            | Thái Lan · Phuchong Sanguansin · Phakphoom Sanguansin                                                              | Indonesia · Ismu Harinto · Dian David Mickael Jacobs                                                              |  |  |  |
| Đội nam    | Singapore · Ho Jia Ren Jason · Cai Xiao Li · Sen Yew Fai Raymond · Zhang Tai Yong | Thái Lan · Seksak Khomkham · Phuchong Sanguansin · Phakphoom Sanguansin · Pornchai Torsutkanok · Yuttana Tubbunmee | Indonesia · Reno Handoyo · Ismu Harinto · Dian David Mickael Jacobs · Yon Mardyono · Mohamad Zainudin             |  |  |  |
| Đội nam    | Singapore · Ho Jia Ren Jason · Cai Xiao Li · Sen Yew Fai Raymond · Zhang Tai Yong | Thái Lan · Seksak Khomkham · Phuchong Sanguansin · Phakphoom Sanguansin · Pornchai Torsutkanok · Yuttana Tubbunmee | Việt Nam · Vũ Mạnh Cường · Nguyễn Nam Hải · Đoàn Kiến Quốc · Trần Tuấn Quỳnh · Hồ Ngọc Thuận                      |  |  |  |
|            |                                                                                   | | |  |  |  |
| Đơn nữ     | Li Jiawei · Singapore                                                             | Zhang Xueling · Singapore                                                                                          | Beh Lee Wwi · Malaysia                                                                                            |  |  |  |
| Đơn nữ     | Li Jiawei · Singapore                                                             | Zhang Xueling · Singapore                                                                                          | Nanthana Komwong · Thái Lan                                                                                       |  |  |  |
| Đôi nữ     | Singapore · Jing Jun Hong · Li Jia Wei                                            | Singapore · Zhang Xue Ling · Tan Paey Fern                                                                         | Indonesia · Christine Ferliana · Ceria Nilasari Jusma                                                             |  |  |  |
| Đôi nữ     | Singapore · Jing Jun Hong · Li Jia Wei                                            | Singapore · Zhang Xue Ling · Tan Paey Fern                                                                         | Thái Lan · Nanthana Komwong · Anisara Muangsuk                                                                    |  |  |  |
| Đội nữ     | Singapore · Tan Paey Fern · Jing Jun Hong · Zhang Xue Ling · Li Jia Wei · Xu Yan  | Myanmar · Soe Mya Mya Ayeei · Ei Ei Myo · Tin Tin Than · Hlaing Su Yin · Thwe Thwe Yu                              | Indonesia · Christine Ferliana · Ceria Nilasari Jusma · Istiyani Lindawati · Ruri Raung · Septy Diah Susiloningru |  |  |  |
| Đội nữ     | Singapore · Tan Paey Fern · Jing Jun Hong · Zhang Xue Ling · Li Jia Wei · Xu Yan  | Myanmar · Soe Mya Mya Ayeei · Ei Ei Myo · Tin Tin Than · Hlaing Su Yin · Thwe Thwe Yu                              | Thái Lan · Nanthana Komwong · Jongkon Kaewsalai · Anisara Muangsuk · Suttilux Rattanaprayoon · Tidaporn Vongboon  |  |  |  |
|            |                                                                                   | | |  |  |  |
| Đôi nam nữ | Singapore · Cai Xiao Li · Li Jia Wei                                              | Singapore · Zhang Tai Yong · Jing Jun Hong                                                                         | Thái Lan · Phakpoom Sanguansin · Nanthana Komwong                                                                 |  |  |  |
| Đôi nam nữ | Singapore · Cai Xiao Li · Li Jia Wei                                              | Singapore · Zhang Tai Yong · Jing Jun Hong                                                                         | Thái Lan · Phuchong Sanguansin · Anisara Muangsuk                                                                 |  |  |  |

## Tóm tắt huy chương
| Hạng               | Đoàn               | Vàng | Bạc | Đồng | Tổng số |
| ------------------ | ------------------ | ---- | --- | ---- | ------- |
| 1                  | Singapore (SGP)    | 6    | 3   | 2    | 11      |
| 2                  | Việt Nam (VIE)     | 1    | 0   | 2    | 3       |
| 3                  | Thái Lan (THA)     | 0    | 3   | 5    | 8       |
| 4                  | Myanmar (MYA)      | 0    | 1   | 0    | 1       |
| 5                  | Indonesia (INA)    | 0    | 0   | 4    | 4       |
| 6                  | Malaysia (MAS)     | 0    | 0   | 1    | 1       |
| Tổng số (6 đơn vị) | Tổng số (6 đơn vị) | 7    | 7   | 14   | 28      |

## Chút thích
1. ↑  "Table tennis". seagames22.com.vn. Bản gốc lưu trữ ngày 6 tháng 4 năm 2004. Truy cập ngày 2 tháng 2 năm 2020.{{Chú thích web}}:  Quản lý CS1: bot: trạng thái URL ban đầu không rõ (liên kết)